# Wallia
Wallia (auch Vallia, Valia; † 418 in Tolosa) war von 415 bis 418 König bzw. rex des Kriegerverbandes der Visigoten, bzw. der frühen Westgoten.

## Vorgeschichte
Anfang des Jahres 415 hatte der visigotische Anführer Athaulf seinen von den Römern unter dem Heermeister Flavius Constantius bedrängten Verband nach Spanien geführt, wo er noch im gleichen Jahr in Barcino einer Blutrache zum Opfer fiel. Athaulf hatte zuvor die Kaisertochter Galla Placidia geheiratet und eine Annäherung an die Römer gesucht, die sein Rivale Constantius jedoch vereitelte.
Die Nachfolge Athaulfs trat kurzzeitig Sigerich an, dem es gelungen war, mit Hilfe einflussreicher Männer die Macht zu ergreifen. Sigerich verfolgte eine Politik der Konfrontation und begann mit der Planung eines Feldzuges gegen Constantius. Außerdem ließ er mehrere Söhne aus Athaulfs erster Ehe zum Tode verurteilen. Nach nur sieben Tagen Herrschaft wurde Sigerich aber gestürzt.

## Königtum
Wallia folgte Sigerich auf den Thron und versuchte, mit seinen Kriegern über die Meerenge von Gibraltar nach Africa überzusetzen, um sich in Karthago eine sichere Machtbasis zu verschaffen. Wie schon unter Alarich scheiterte auch dieses Mal das geplante Unternehmen. Daraufhin schlossen die hungernden Visigoten im Jahr 416 einen Friedensvertrag mit Constantius, in dem den Visigoten 600.000 modii Getreide zugesichert wurden gegen Überstellung von Galla Placidia, Athaulfs Witwe, die Constantius nun selbst heiratete, und die Bekämpfung der mit Constantius verfeindeten Vandalen, Alanen und Sueben in Spanien.
In Erfüllung des Vertrages sandte Wallia Galla Placidia zurück zu den Römern und griff zunächst die silingischen Vandalen an, die er nahezu ausrottete. Nur ein kleiner Rest blieb übrig und begab sich unter den Schutz der asdingischen Vandalen. Sodann wandten sich die Visigoten gegen die Alanen, die ebenfalls fast vollständig aufgerieben wurden und sich den asdingischen Vandalen anschlossen.
Im Jahr 418 wurden die Visigoten nach Gallien abberufen, wo sie von Constantius die Anweisung erhielten, sich in der Aquitania II. und Teilen der umliegenden Provinzen Novempopulana und Narbonensis niederzulassen. Aus diesen Gebieten sollten diese visigotischen foederati, die frühen Westgoten, fortan versorgt werden; im Gegenzug waren sie den Römern zur Heerfolge verpflichtet. Zur "Hauptstadt" wurde Tolosa auserkoren. Die Ansiedlung der Visigoten scheint weitgehend friedlich verlaufen zu sein, die Problematik, dass es sich bei den den Visigoten zugewiesenen Siedlungsgebieten um bewohntes Land mit Eigentumsverhältnissen handelte, wurde vielleicht dahingehend gelöst, dass die Teilung der Eigentumsverhältnisse nur das Steueraufkommen der Ländereien betraf, wobei zwei Drittel an die Visigoten und ein Drittel an die römischen civitates ging. Die Einzelheiten der Regelung sind allerdings in der Forschung heftig umstritten.
Noch während die Einrichtung der neuen Wohnsitze im vollen Gange war, starb Wallia unerwartet 418 in Tolosa. Rund vierzig Jahre später sollte ein Enkel Wallias, Ricimer, als Heermeister die Geschicke des weströmischen Reiches leiten.